# Австрегизил Буржский

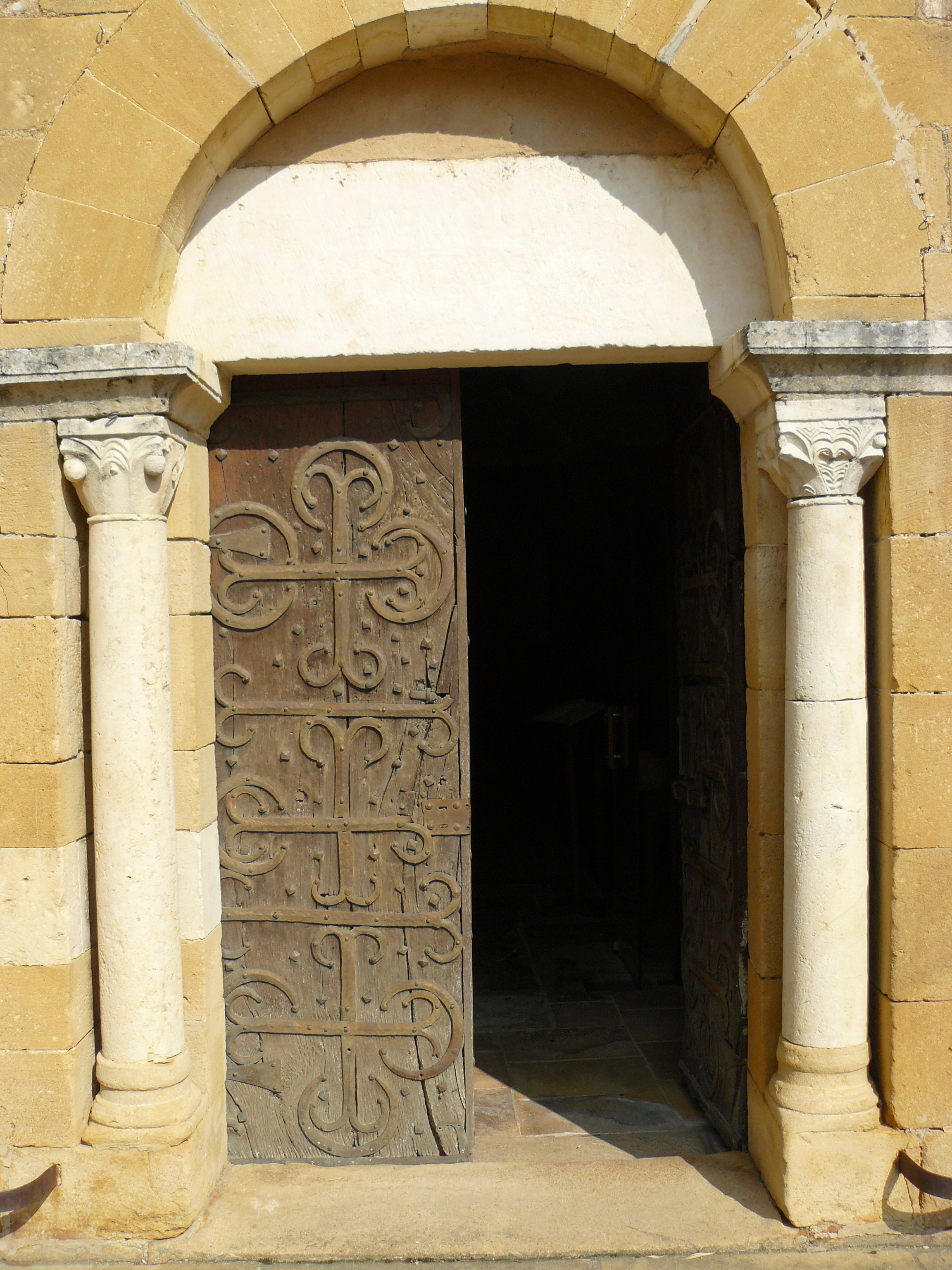
Дверные створки церкви Сен-Дютрий-де-Фронтенас

Австрегизил Буржский (Утрий Буржский; лат. Austregisilus, фр. Outrille; 551) — сначала епископ, а затем архиепископ в Бурже между 597 и 624 годами; почитаемый в Католической церкви святой (день памяти — 20 мая).

## Биография
Австрегизил родился в Бурже в 551 году в знатной, но обедневшей семье. Его товарищем по учёбе был Григорий Турский. Австрегизил был воспитан на Священном Писании.
Сначала Австрегизил был придворным франкского короля Гунтрамна, но затем оставил двор для того, чтобы начать духовную жизнь. Он принял постриг от епископа Осера Авнария, затем был рукоположен в иподиаконы святым Этерием Лионским (589—602) и был назначен аббатом Сен-Низье.
После смерти епископа Аполлинария Австрегизил был рукоположен в сан епископа Буржа в 597 году или 13 февраля 612 года. Предполагается, что он был первым главой Буржской епархии вестготского происхождения: все предыдущие епископы, включая его предшественника Аполлинария были галло-римлянами.
Около 613 года Австрегизил принял в Бурже святого Аманда, который позже стал епископом Маастрихта. Он поселил его в специально построенной для того келье на верхней части городских стен, рядом с соборной церковью. Аманд оставался там пятнадцать лет, ведя жизнь отшельника.
Австрегизил скончался 20 мая 624 года. Он почитается католиками как святой. День памяти Австрегизила Буржского отмечается в годовщину его смерти.
Муниципалитеты Сент-Утрий в департаменте Шер и Сент-Аустрий, недалеко от Исудёна, названы в честь святого Австрегизила. В Азе-сюр-Шер есть фонтан Святого Австрегизила: этот источник снабжал акведук, который из Блере поставлял воду в Тур.
В коммуне Фронтенас в департаменте Рона есть романская церковь, посвященная святому Австрегизилу. Эта церковь XII века имеет замечательные дверные полотна (см. изображение).